# Quercus scytophylla
Quercus scytophylla — вид рослин з родини букових (Fagaceae), ендемік Мексики.

## Опис
Це дерево заввишки від 6 до 20 м і діаметром стовбура від 30 до 50 см. Кора луската. Гілочки темно-коричневі, стають голими, з численними непомітними сочевичками. Листки опадні або слабо стійкі, зворотно-яйцюваті або довгасто-зворотно-яйцюваті, товсті, субшкірясті, дуже шорсткі, 6–12 × 3–6 см; верхівка загострена; основа гостра або ослаблена, іноді коса; край товстий, плоский, зубчастий; верх сірувато-зелений, тьмяний, голий або з волосками біля основи середньої жилки; низ густо-білувато вовнистий; ніжка листка 10–17 мм. Цвітіння: лютий. Тичинкові сережки 3–5 см, нещільно малоквіткові. Маточкові квітки по 1 чи 2 квітконіжці завдовжки 3–10 мм. Жолуді поодинокі або парні на плодоносі завдовжки 2–5 мм, у діаметрі 9 мм, у довжину 10–17 мм; чашечка в діаметрі 10–12 мм, закриває 1/4 або 1/3 горіха; дозрівають на другий рік, у жовтні.

## Середовище проживання
Поширення: Мексика (Сонора, Чіапас, Чіуауа, Дуранго, Герреро, Халіско, Мексика, Мічоакан, Наярит, Оахака, Сіналоа, Пуебла). Росте на висотах від 1500 до 2500 метрів. Його можна знайти в ярах і схилах пагорбів, в сосново-дубовому лісі та мезофільному гірському лісі.

## Використання
Використовується для дров, виробництва піддонів, ящиків та видобутку целюлози для паперу.